# Fíachna Lonn mac Cóelbad
Fíachna Lonn mac Cóelbad (le Féroce) (floruit 482)  est un roi de Dál nAraidi dans l'actuel comté d'Antrim, en Ulster. Il est le fil de Cóelbad mac Cruind Ba Druí, un Ard ri Erenn et roi d'Ulster et le frère de précédents souverains du Dál nAraidi; les rois  Sárán mac Cóelbad et Condlae mac Cóelbad.
Il est mentionné dans les Listes de Rois comme le successeur de ses frères. Dans certaines chroniques d'Irlande il est présenté comme ayant participé à la bataille de Ochae (Faughan Hill, près de  Kells) en 482 lors du renversement du roi Ailill Molt de Connacht Les Annales d'Ulster le dénomme comme le fils du roi de Dál nAraidi. Pendant que d'autres annales comme le  Chronicon Scotorum le nomment Roi de Dál nAraidi.
Les descendants de son frère Condlae sont à l'origine des  Uí Chóelbad de Dál nAraidi.